# Pierre Lemonnier
Pierre Lemonnier (Normandia, 1675 - 1757) foi um astrônomo francês, um professor de Física e Filosofia no Lycée Saint-Louis (Universidade de Paris), e membro da Academia Francesa de Ciências.
Lemonnier publicou, em latim, o livro da faculdade em 6 volumes: Cursus philosophicus ad scholarum usum accommodatus, Paris, 1750-1754:
- Volume 1 - Logica[4]
- Volume 2 - Metaphysica[5]
- Volume 3 - Physica Generalis[6] incluindo Mecânica e Geometria
- Volume 4 - Physica Particularis (Part I)[7] incluindo astronomia (Geocentrismo, Heliocentrismo, Tychonico), óptica, química, gravidade, e Dinâmica newtoniana em relação a dinâmica cartesianas
- Volume 5 - Physica Particularis (Part II)[8] incluindo mecânica dos fluidos, anatomia humana, magnetismo, e assuntos diversos (sismo, eletricidade, botânica, metalurgia, etc ...)
- Volume 6 - Moralis[9] incluindo trigonometria e relógio de sol

Ele era também o pai de Pierre Charles Le Monnier e Louis Guillaume Le Monnier.